# رمان‌های ناپلی
رمان‌های ناپلی (به انگلیسی: Neapolitan Novels) یک رمان چهار قسمتی به نگارش نویسنده ایتالیایی النا فرانته، ترجمه شده توسط آن گلدشتاین و منتشر شده توسط نسخه‌های اروپایی (نیویورک) است. رمان‌ها شامل قسمتهای زیر است:  دوست نابغه من (۲۰۱۲)، داستان نام جدید (۲۰۱۳)، کسانی که ترک و کسانی که اقامت دارند (۲۰۱۴)، و داستان کودک از دست رفته (۲۰۱۵). این مجموعه به عنوان یک داستان بیلدونزورامن یا داستان آینده‌ای شناخته شده‌است. النا فرنت در مصاحبه ای با مجله هارپر اظهار داشت که او چهار کتاب را «یک رمان» می‌نامد، که به‌طور سریالی به دلیل طول و مدت آن منتشر شده‌است. این مجموعه بیش از ۱۰ میلیون نسخه در ۴۰ کشور جهان فروخته‌است.
کتابها دربارهٔ زندگی دو دختر باهوش و هوشمند، النا (گاهی اوقات به نام "Lenù") گرکو و رافائلا ("لیلا") سرولو، از دوران کودکی به بزرگسالی و سالخوردگی، که در تلاش برای ایجاد زندگی خوب برای خود در محله‌ای سرشار از خشونت، فقر فرهنگی و فقیر نشین در حومه ناپل ایتالیا که خانه آنها در آن واقع است می‌باشند. رمان‌ها از زبان النا گرکو نقل می‌شود.
از این مجموعه نمایشنامهای توسط آوریل دی آنجلیس اقتباس شده‌است که در مارس ۲۰۱۷ در تئاتر رز، کینگستون به روی صحنه رفت. سه کتاب این مجموعه نیز به یک سریال تلویزیونی با نام دوست نابغه من (مجموعه تلویزیونی) (پخش شده توسط اچ‌بی‌او تبدیل شده‌است؛ که فصل اول این مجموعه  در سال ۱۳۹۹  و فصل دوم نیز در سال ۱۴۰۰  ه‍.ش به دوبله پارسی از شبکه منوتوپخش شد.

## خلاصه داستان

### دوست نابغهٔ من
رمان‌های ناپلی در سال ۲۰۱۰ هنگامی شروع می‌شود که پسر دوست قدیمی النا که اکنون ۶۰ ساله است تلفنی با النا (به خلاصه «لنو» نامیده می‌شود) تماس می‌گیرد؛ و خبر می‌دهد که دوست دوران کودکی النا، لیلا، ناپدید شده‌است، و پسرش نمی‌تواند او را پیدا کند. النا ناپدید شدن او را تصمیمی آگاهانه می‌داند که قبلاً لیلا از آن صحبت کرده‌است. النا با بازگشت به ۱۹۵۰ میلادی شروع به نگارش هر آنچه به یاد می‌آورد دربارهٔ نحوه دوستی و رابطه آنها می‌کند.
النا و لیلا در یک محله فقیرانه پر از خشونت و نزاع رشد می‌کنند، جایی که لیلا به تنهایی متوجه می‌شود که یک مرد بی‌گناه توسط قاتلان محلی، خانواده سولارا، کشته شده‌است. هیچ‌کس انتظار ندارد که دختران بیش از مدرسه ابتدایی تحصیل کنند. النا مشتاق است و توجه ماسترا اولیویو، یکی از معلمان مدارس ابتدایی او را به خود جلب می‌کند که او را تشویق می‌کند تا از زندگی طبقه فقیر فرار کند. در کمال تعجب همه، لیلا که بسیار آشوبگر به نظر می‌رسد که باهوش خود به تنهایی یادمی‌گیرد که بخواند و بنویسید. او به سرعت به بالاترین نمره در کلاس می‌رسد، اما بدون تلاش و بدون نیاز به کلاس و معلم. النا از او می‌ترسد چرا که رقیب درسی جدیدی پیدا کرده‌است. النا تصور می‌کند نابغه واقعی است. او شروع به تلاش می‌کند تا با لیلا هماهنگ شود و هشدار معلمش را نادیده می‌گیرد تا با «پلبرت» ارتباط برقرار نکند. یک بار وقتی لیلا عروسک النا را به زیر زمین تاریک خانه می‌اندازد، النا هم همین کار را با عروسک لیلا انجام می‌دهد، عروسکها توسط قلدر محل برداشته می‌شود و هنگامی لیلا تصمیم می‌گیرد که برای پس گرفتن عروسکها به در منزل قلدر محل برود النا هم با او همراه می‌شود و در نهایت قلدر عروسکها را می‌خرد و پولی خوبی به آنها می‌دهد آنها هم به پیشنهاد لیلا پول را برای روز مبادا پنهان می‌کنند.
مسیر دو دختران هنگامی که والدین لیلا پس از مدرسه ابتدایی به پرداخت هزینه تحصیل ادامه می‌دهند، از هم جدا می‌شود. پدر النا، برخلاف نظر مادر بداخلاق و حسود النا با توصیه و فشار معلم النا، با ادامه تحصیل او موافقت می‌کند. لیلا برخلاف نظر پدر و بدون معلم و کمک در امتحانات مقطع بالاتر شرکت و قبول می‌شود، که پدرش ناراحت شده و او را از پنجره بسته و دارای شیشه به بیرون پرتاب می‌کند، که پنجره شکسته و لیلا روی پیاده‌رو سقوط می‌کند. پس از بهبودی از جراحات لیلا، الینا را تشویق می‌کند تا مدرسه را ترک کند تا والدین النا برای حمایت از تحصیل او کمک کنند. اما الینا لیلا را می‌بخشد، دانستن این که لیلا با آن همه توانایی عقب بماند سخت است. النا در مدرسه راهنمایی و در نهایت دبیرستان شرکت می‌کند. لیلا اصرار دارد که النا هرگز نباید از ادامه تحصیل منصرف شود.
با ادامه تحصیل النا، لیلا خودش را با فروشگاه کفش پدرش مشغول می‌کند. به دلیل هوشش، او آرزوی طراحی انواع جدید کفش را دارد تا آنها را بهتر کند. با بزرگتر شدن او بسیار زیبا می‌شود و بسیاری از مردان جوان محله را جذب خود می‌کند از جمله مارسلو سولارا، پسر جوان رهبر محلی قدرتمند کامورا. لیلا، علی‌رغم فشار خانوادهاش برای ازدواج با مارچلو، مخالف است. برای فرار از مارچلو، هنگامی که استفان کراچی، صاحب فروشگاه خواربار محل، پیشنهاد ازدواج می‌دهد، می‌پذیرد. البته پس از اینکه کاراسیس تأمین مالی پروژه کفش لایلا، را با قرارداد مالی تقویت می‌کند، خانواده اش هم رضایت می‌دهند. لیلا و استفانو در شانزده سالگی ازدواج می‌کنند. در جشن عروسی، النا، که با آنتونیو کاپوسیا، مکانیک خودرو آشنا شده‌است، و به درخواست نامزدی او جواب مثبت داده با رفتار بی رحمانه «پلبرت» روبه رو می‌شود. استفانو دو قول به لیلا می‌دهد که اولی عدم دعوت از برادران سولارا به عروسی است و دیگری اینکه هرگز کفشی که لیلا و برادرش درست کرده‌اند و او خریده را از دست نخواهد داد. هر دو قول در روز عروسی شکسته می‌شود برادران سولارا به جشن می‌آیند در حالی که کفش دست ساخته لیلا پای یکی از برادران سولار است که خواستگار لیبا بوده‌است.

### داستان یک نام جدید
دیگر هیچ چیز برای استفانو درست نخواهد شد، لیلا در طول ازدواجش با او سرد است. استیفن در ماه عسل به او تجاوز می‌کند و موجب شکاف بیشتر می‌شود. سولارا به تدریج پروژه کفش را گسترش می‌دهند و لیلا، علی‌رغم ستیزه‌جویی، مجبور است به آنها در فروشگاه کفش کمک کند.
همان‌طور که لیلا به شیوه‌های مختلف ادامه می‌دهد، شور و هیجان دارد، خانواده‌اش نگرانند که او هنوز باردار نشده‌است. دکترش دلیل این امر را استرس می‌داند و دارودی آرام بخش تجویز می‌کند. لیلا، ناامید است و تنها با النا صحبت می‌کند. النا، که درگیر مدرسه و پیشرفت فراینده در آن است در عین حال درگیر عشق نینو ساراتوره هم می‌باشد، موافقت کرده‌است که با آنها به ساحل برود، النا مطلقاً از کمبود علاقه نینو به او و حسادت او نسبت به استعداد نوشتنش بی اطلاع است. به زودی النا و لیلا به‌طور فزاینده روز خود را با نینو صرف می‌کنند. به طرز شگفت‌انگیزی، لیلا و نینو همدیگر را دوست دارند و با استفاده از النا رابطه مخفی مشترک خود را شروع می‌کنند. احساس تنهایی، النا به دوناتو سرتره، پدر نینو، فرصت می‌دهد تا بکارت النا را بگیرد.
تعطیلات به پایان می‌رسد، لیلا باردار می‌شود او و نینو برنامه‌ریزی می‌کنند تا با هم فرار کنند. همه چیز آنگونه که باید پیش نمی‌رود و نینو ناگهان او را ترک می‌کند. لیلا در نهایت به شوهرش استفانو بازمی‌گردد. پس از تولد پسرش، او با این ایده که آموزش ابتدایی دوران کودکی مهمترین است، تلاش می‌کند تا به فرزند خود خواندن و نوشتن یاد بدهد. پس از کشف این که استفانو با آدا کاپوسیو رابطه دارد، لیلا تصمیم می‌گیرد او را ترک کند تا آنها خوشبخت شوند. او پس از اینکه از انزو، دوست دوران کودکی و همسایه آنها که دوستش دارد قول می‌گیرد که از او محافظت کند، فرار می‌کند.
النا از دبیرستان فارغ‌التحصیل می‌شود در حالی که هیچ برنامه ای ندارد. پس از اینکه دربارهٔ یک دانشگاه رایگان در پیزا، مطلع می‌شود در امتحانات آن شرکت کرده و قبول می‌شود و می‌تواند به دانشگاه برود. النا زمان دشواری دارد به خاطر فقر آشکار و این واقعیت که او علاقه زیادی به کنشهای جنسی دارد. در نهایت، او با پیترو آیرتا ملاقات می‌کند، که دارای خانواده بی‌اهمیت، خشک است ولی خودش مهربان است. با پیشنهاد او و پذیرش النا این دو پیش از فارغ‌التحصیل شدن دوست می‌شوند، النا یک داستان کوچک بر اساس زندگی اش می‌نویسد که حاوی یک داستان تخیلی از شب است که او بکارت خود را توسط دوناتو ساراتره از دست می‌دهند. النا کتاب را به پیترو می‌دهد. او، به نوبه خود، به مادرش، آدل می‌دهد، که او هم آن را به ناشری می‌دهد، که بلافاصله پذیرفته و چاپ می‌شود. این کتاب منجر به موفقیت مالی و تحسین منتقدان برای الینا می‌شود؛ و ناامیدی، از اینکه هیچ‌کس از محله به این کتاب توجه نمی‌کند مگر اینکه در مورد مسائل جنسی توضیح دهد، حتی لیلا علاقه ای به آن نشان نمی‌دهد.

### آنهایی که می‌روند و آنهایی که می‌ماندند
قبل از عروسی النا، او لیلا را خیلی کوتاه ملاقات می‌کند و متوجه می‌شود که او در یک کارخانه سوسیس مشغول به کار است، که در آنجا مداوم و بی رحمانه مورد آزار جنسی قرار می‌گیرد. او در عین حالی که با انزو برنامه‌نویسی کامپیوتر را یادمی‌گیرد عاشقش شده‌است، اما حاضر نیست رابطه جنسی با او داشته باشد زیرا نمی‌خواهد دوباره باردار شود. الینا به او کمک می‌کند تا قرص ضدبارداری بدست آورد، و این باعث می‌شود روابط لیلا و انزو تغییر کند و به سکس بینجامد. در عین حال، النا، نمی‌خواهد پیش از اتمام نوشتن کتاب دوم خود بچه دار شود، اما بلافاصله باردار می‌شود. چند سال طول می‌کشد و النا قادر به نوشتن کتاب دیگری نمی‌شود تا اینکه صاحب دختر دومش می‌شود، در این هنگام لیلا و آدل به او متذکر می‌شوند اصلاً خوب نیست که او نگارش را کنار گذاشته‌است، سرانجام النا تصمیم می‌گیرد پروژه را ترک کند و نقش خود را به عنوان همسر و مادر بپذیرد.
النا دوباره به نینو جذب می‌شود، پس از اینکه همسرش پیترو او را به خانه می‌برد. او متوجه می‌شود که دائم به نینو فکر می‌کند. با الهام از این عشق، یک متن فمینیستی می‌نویسد که آدل تأیید می‌کند ارزش انتشار دارد. نهایتاً او و نینو یک رابطه را شروع می‌کنند، که باعث می‌شود النا متوجه این مهم بشود که از ازدواج خود ناراضی است و تصمیم به ترک پیترو می‌گیرد.
النا برنامه‌های خود را با لیلا، در میان می‌گذارد؛ که این موضوع لیلا را وحشت زده می‌کند. لیلا متوجه می‌شود که پسرش، که او فکر می‌کرد، فرزند نینو است، در واقع فرزند بیولوژیکی استفانو است، او در عین حال از نینو ناراحت است و او را به عنوان یک فرد تهی می‌بیند. ثروت لیلا در حال افزایش است: او و انزو با موفقیت به عنوان برنامه‌نویس کامپیوتر کار می‌کنند. لیلا وسوسه می‌شود که برای مایکل سولارا کار کند، چراکه مبلغ زیادی به او پیشنهاد داده‌است. در همین حین النا متوجه می‌شود خواهر کوچکترش با مارچلو سولارا خوابیده‌است.

### داستان کودک گمشده
پس از چند ماه درگیری، الینا در نهایت موفق به ترک پیترو می‌شود. با این حال، لیلا به او خبر می‌دهد با وجود وعده‌های نینو، او همسرش را ترک نکرده‌است، با وجود تلاش اولیه برای ترک او، الینا در نهایت تصمیم می‌گیرد که نینو را به همین شکل (با همسر) بپذیرد و با دخترانش به ناپل می‌رود، تا به او نزدیک باشد. او همزمان با فرزند نینو باردار می‌شود لیلا هم از انزو باردار است. دختران به فاصله یک ماه از هم متولد می‌شود. لیلا نام فرزندش را تینا، نام عروسک از دست رفته النا می‌گذارد، النا هم پس از تولد دخترش مادرش را از دست می‌دهد. با وجود کمک‌های پیترو و نینو، النا با مشکلات مالی روبرو می‌شود. یک روز او نینو را در حال رابطه جنسی با کلفت خود می‌بیند. لیلا به او خبر می‌دهد که نینو با هر زنی که می‌بیند رابطه بر قرار می‌کند حتی هنگامی که با لینا بوده‌است به خود لیلا هم پیشنهاد داده‌است. این باعث انزجار النا از نینو می‌شود و به او قدرت می‌دهد تا با او به هم بزند.
در اواسط این آشفتگی، الینا در تلاش است تا کتاب سومش را که طبق قرار داد باید تمام کند را بنویسد، اما زمان کافی ندارد، بنابراین تصمیم می‌گیرد کتابی را که در دوران بارداری دومش دربارهٔ دوران کودکی‌اش نوشته برای ناشر بفرستد هرچند انتظار دارد کتاب موصوف پذیرفته نشود، اما در کمال تعجب ناشر از کتاب استقبال می‌کند و آن را کاری بزرگ می‌داند.
النا از سوی ناشرش تشویق می‌شود و با فرزندانش به آپارتمان بالای آپارتمان دوست قدیمی اش لیلا نقل مکان می‌کنند. او متوجه می‌شود که محله به شدت نسبت به زمان کودکی اش تغییر کرده‌است، بسیاری از مردم، از جمله برادران النا درگیر فروش و استفاده از مواد مخدر برای سولارازها هستند، و لیلا تنها کسی است که می‌تواند جلو سولارازها قد علم کند و با دانش و تجارت کامپیوتر خود آنها را نجات دهد.
انتشار موفقیت‌آمیز کتاب النا و توجه روزنامه‌ها به آن برای سولارازها مشکل ایجاد می‌کند چرا که در مقاله روزنامه پرده از معاملات غیرقانونی آنها که در کتاب النا شرح آن رفته برداشته می‌شود. سولارازها از النا شکایت می‌کنند وکیل آنها کارمن پلوسو است همکلاسی، دوست کودکی و هم محله ای آنها. در این هنگام محله با مشکلات خشونت بیشتر روبه رو می‌شود. پس از اینکه میکله لیلا را آزار می‌دهد. لیلا تمامی مدارک معاملات بزهکاری آنها را به النا می‌دهد و با هم مقاله ای را دربارهٔ جرمهای سولارازها می‌نویسند. النا متوجه می‌شود نمی‌توانند کاری برای متوقف کردن بزهکاری آنها انجام بدهند اما لیلا به هر حال مقاله را به چاپ می‌رساند برای نشان دادن واقعیت تلخ جامعه که این باعث مشهور شدن بیشتر النا می‌شود.
مدت کوتاهی پس از آن، النا از نینو می‌خواهد برگردد و بخشی از زندگی دخترش باشد. در طی سفر با همه بچه‌ها، تینا به شکل مرموز ناپدید می‌شود. انزو معتقد است سولارازها او را ربوده یا کشته‌اند. در حالی که لیلا معتقد است که دخترشان هنوز زنده است و روزی برخواهد گشت.
النا و لیلا به‌طور فزاینده ای از یکدیگر جدا می‌شوند؛ لیلا در ناامیدی دختر گمشده‌اش است. النا، دیگر نویسنده بسیار معروفی شده‌است و از نوشته‌های او در مورد کودکی اش و محله فیلم تهیه شده‌است. لیلا با تاریخ ناپل و ماهیت چرخهٔ حیات انسانی درگیر می‌شود. قبول این واقعیت بسیار سخت است، که ناپدید شدن در عصر کامپیوتر کاری بسیار سخت و غیرممکن است. آنها با هم در تماس هستند تا اینکه النا نهایتاً یک رمان کوچک دربارهٔ دوستیشان می‌نویسد. در آن لحظه، لیلا، النا را از زندگی‌اش بیرون می‌کند اما در نهایت شروع به خواندن کتاب، می‌کند. هنوز هیچ خبری از لیلا نیست تا اینکه یک روز پست دو عروسک کودکی آنها را به دست لینا می‌رساند و برداشت لینا آن را به جدایی آنها از هم تعبیر می‌کند.

## تم‌ها
تم‌های مرکزی در رمان شامل دوستی زنان و تلاش برای ایجاد هویتشان در اجتماع، حسادت جنسی و رقابت در دوستی‌های زنانه، دوگانگی شخصیت زنان ایفای نقش‌های زوج و مادر، پیشرفت و خروج کودکان هوشمند از محیط‌های خشن اجتماعی، درگیری‌های طبقاتی، نقش ادبیات و مسئولیت اجتماعی نویسنده در میان تحولات اجتماعی و جنبش‌های اعتراضی، شرایط در حال تغییر زنان در دهه ۱۹۷۰، کامپیوتری سازی اولیه و اعتصابات کارخانه‌های ایتالیا در دهه 1970.

## جوایز
- دوست نابغه من: جایزه بین‌المللی ادبیات دوبلین IMPAC.[۸]
- داستان کودک از دست رفته: جایزه استرگا، جایزه ادبی ایتالیا.

## کتابشناسی
- L'amica geniale (2011؛ ترجمه انگلیسی: Brilliant Friend من، 2012). اُسی‌ال‌سی ۷۷۸۴۱۹۳۱۳
- Storia del nuovo cognome, L'amica geniale حجم ۲ (۲۰۱۲؛ ترجمه انگلیسی: داستان نام جدید 2013). اُسی‌ال‌سی ۸۲۹۴۵۱۶۱۹ OCLC 829451619.[۹]
- Storia di chi fugge e di chi resta, L'amica geniale volume 3 (2013؛ ترجمه انگلیسی: کسانی که از آنها می‌میرند و کسانی که ماندند، 2014). اُسی‌ال‌سی ۸۷۰۹۱۹۸۳۶ OCLC ۸۷۰۹۱۹۸۳۶.
- Storia della bambina perduta, L'amica geniale volume 4 (2014؛ ترجمه انگلیسی: داستان کودک از دست رفته، 2015). اُسی‌ال‌سی ۹۱۰۲۳۹۸۹۱ OCLC ۹۱۰۲۳۹۸۹۱.